# 136e méridien est
En géographie, le 136e méridien est est le méridien joignant les points de la surface de la Terre dont la longitude est égale à 136° est.

## Géographie

### Dimensions
Comme tous les autres méridiens, la longueur du 136e méridien correspond à une demi-circonférence terrestre, soit 20 003,932 km. Au niveau de l'équateur, il est distant du méridien de Greenwich de 15 139 km,.
Avec le 44e méridien ouest, il forme un grand cercle passant par les pôles géographiques terrestres.

### Régions traversées
En commençant par le pôle Nord et descendant vers le sud au pôle Sud, Le 136e méridien est passe par:
| Coordonnées           | Pays, territoire ou mer | Notes |
| --------------------- | ----------------------- | --- |
| 90° 00′ N, 136° 00′ E | Océan Arctique          | |
| 76° 33′ N, 136° 00′ E | Mer de Laptev           | |
| 75° 40′ N, 136° 00′ E | Russie                  | République de Sakha — Île Belkov, Îles de Nouvelle-Sibérie |
| 75° 24′ N, 136° 00′ E | Mer de Laptev           | |
| 74° 06′ N, 136° 00′ E | Russie                  | République de Sakha — Île Stolbovoï, Îles de Nouvelle-Sibérie |
| 73° 59′ N, 136° 00′ E | Mer de Laptev           | |
| 71° 37′ N, 136° 00′ E | Russie                  | République de Sakha Kraï de Khabarovsk — à partir de 59° 28′ N, 136° 00′ E |
| 55° 15′ N, 136° 00′ E | Mer d'Okhotsk           | |
| 54° 34′ N, 136° 00′ E | Russie                  | Kraï de Khabarovsk Kraï du Primorié — à partir de 46° 53′ N, 136° 00′ E |
| 44° 26′ N, 136° 00′ E | Mer du Japon            | |
| 36° 01′ N, 136° 00′ E | Japon                   | Île de Honshū — Préfecture de Fukui — Préfecture de Shiga — à partir de 35° 29′ N, 136° 00′ E (passe par l'ouest du Lac Biwa) — Préfecture de Kyoto — à partir de 34° 51′ N, 136° 00′ E — Préfecture de Nara — à partir de 34° 43′ N, 136° 00′ E — Préfecture de Wakayama — à partir de 34° 00′ N, 136° 00′ E — Préfecture de Mie — à partir de 33° 57′ N, 136° 00′ E — Préfecture de Wakayama — à partir de 33° 44′ N, 136° 00′ E |
| 33° 42′ N, 136° 00′ E | Océan Pacifique         | |
| 0° 50′ S, 136° 00′ E  | Indonésie               | Île de Biak |
| 1° 10′ S, 136° 00′ E  | Océan Pacifique         | |
| 1° 39′ S, 136° 00′ E  | Indonésie               | Île de Yapen |
| 1° 49′ S, 136° 00′ E  | Golfe de Cenderawasih   | |
| 2° 44′ S, 136° 00′ E  | Indonésie               | Île de Nouvelle-Guinée |
| 4° 32′ S, 136° 00′ E  | Mer d'Arafura           | |
| 11° 39′ S, 136° 00′ E | Australie               | Territoire du Nord — Île Drysdale (en) et le continent |
| 13° 50′ S, 136° 00′ E | Golfe de Carpentarie    | |
| 15° 18′ S, 136° 00′ E | Australie               | Territoire du Nord Australie-Méridionale — à partir de 26° 00′ S, 136° 00′ E |
| 34° 59′ S, 136° 00′ E | Océan indien            | Les autorités australiennes considèrent cette zone comme partie de l'Océan Austral, |
| 60° 00′ S, 136° 00′ E | Océan Austral           | |
| 66° 07′ S, 136° 00′ E | Antarctique             | Territoire antarctique australien, Territoires revendiqués par l' Australie |